# Тети Беруто (Торино)
Тети Беруто је насеље у Италији у округу Торино, региону Пијемонт.
Према процени из 2011. у насељу је живело 444 становника. Насеље се налази на надморској висини од 393 м.